# The Bagel and Becky Show
The Bagel and Becky Show (Anche conosciuta come Dave Cooper's The Bagel and Becky Show o semplicemente Bagel e Becky) è una serie animata canadese creata da Dave Cooper (co-creatore di Maiale Capra Banana Grillo). La serie ha debuttato su Teletoon+ in Polonia il 14 novembre 2016. In Italia è stata trasmessa su Pop nel 2018.

## Trama
The Bagel e Becky Show racconta la storia dei fratelli Bagel il cane e Becky la gatta mentre esplorano le cascate di Awkward dopo aver consumato la prima colazione con i pancake della mamma. Con il loro amico Percy il piccione, compiono molte avventure.

## Personaggi
- Bagel il cane. Doppiatore italiano: Emiliano Reggente.
- Becky la gatta. Doppiatrice italiana: Chiara Oliviero.
- Percy il piccione. Doppiatore italiano: Luigi Rosa.
- Mamma di Bagel e Becky. Doppiatrice italiana: Alessandra Korompay.
- Loaf il citello. Doppiatore italiano: Matteo Brusamonti.
- Lisa la scoiattola. Doppiatrice italiana: Serena Clerici.
- Vecchio Uomo Jenkinsbot. Doppiatore italiano: Luca Ghignone.
- Sindaco Torgo. Doppiatore italiano: Diego Baldoin.

## Distribuzione
The Bagel e Becky Show ha debuttato su Teletoon+ in Polonia dal 14 novembre 2016 al 26 aprile 2017. La serie è andata in onda su Teletoon in Canada il 6 febbraio 2017, su CITV nel Regno Unito, ABC Me in Australia, Tubi negli Stati Uniti, RTÉ2 in Irlanda e Pop in Pakistan e Italia.

### Trasmissione internazionale
The Bagel e Becky Show è stato trasmesso in TV in oltre 150 paesi. La serie è disponibile in 18 lingue in Europa, nelle Americhe, nel Medio Oriente e in Africa.

### Home media
Nel 2018, Universal Pictures Home Entertainment ha firmato un accordo con Boat Rocker Media per i diritti del DVD nordamericano di The Bagel e Becky Show. Nel Regno Unito, 2 Entertain pubblicherà presto la serie su DVD.

## Episodi
| Episodio n. | Titolo                                                                    | Diretto da                       | Scritto da                                                                | Aux2                         | Prima TV Polonia                 | Prima TV Canada  | Codice prodotto | Breve trama |
| ----------- | ------------------------------------------------------------------------- | -------------------------------- | ------------------------------------------------------------------------- | ---------------------------- | -------------------------------- | ---------------- | --------------- | --- |
| 1           | Dig Your Own Hole""Blood Is Thicker Than Water, but Thinner Than Pancakes | Jamie LeClaire, Phil Lafrance    | Doug Hadders e Adam Rotstein                                              | Steve StefanelliMatt Roach   | 14 novembre 2016                 | 6 febbraio 2017  | 101             | Bagel sprofonda in un antico lago, trascinando Becky.Bagel e Becky litigano. |
| 2           | Three Heads Are Better Than Two""The Long, Hot, Toxic Summer              | Jamie LeClaire, Phil Lafrance    | Doug Hadders e Adam RotsteinDoug Hadders, Adam Rotstein, e Ken Cuperus    | Ian WestobyMatt Roach        | 15 novembre 2016                 | 7 febbraio 2017  | 102             | Bagel infrange le regole a casa di Jenkinsbot e mette le mani dappertutto.Bagel crea per caso un gigantesco, terrificante, labirinto di siepi mutanti.                                                                            |
| 3           | Election Destructionation""Becky on the Inside                            | Jamie LeClaire, Phil Lafrance    | Doug Hadders e Adam RotsteinDoug Hadders, Adam Rotstein, and Ken Cuperus  | Steve StefanelliJeff Amey    | 16 novembre 2016                 | 8 febbraio 2017  | 103             | Becky compete con un alieno che odia l'essere umano che vince le elezioni municipali senza opposizione.Bagel e Percy si rimpiccioliscono all'interno di Becky.                                                                    |
| 4           | A Slide in the Park""It Ain't Easy Bein Grease                            | Jamie LeClaire, Phil Lafrance    | Doug Hadders e Adam RotsteinDoug Hadders, Adam Rotstein, and Ken Cuperus  | Matt RoachIan Westoby        | 17 novembre 2016                 | 9 febbraio 2017  | 104             | Bagel e Becky costruiscono il loro parco giochi.BBagel e Becky viaggiano nel tempo. |
| 5           | Hair Today, Gone Tomorrow""Hats Not All                                   | Jamie LeClaire, Phil Lafrance    | WDoug Hadders e Adam RotsteinDoug Hadders, Adam Rotstein, and Ken Cuperus | Steve StefanelliJeff Amey    | 18 novembre 2016                 | 10 febbraio 2017 | 105             | A Bagel non piace farsi tagliare i capelli.Bagel scopre che il suo cappello fortunato è sparito. |
| 6           | Jawed Off""Adventures in Bagel Sitting                                    | Jamie LeClaire, Phil Lafrance    | Josh Sager eJerome SimpsonStephanie Kaliner                               | Matt RoachIan Westoby        | 21 novembre 2016                 | 11 febbraio 2017 | 106             | Bagel sviluppa una mascella potente dopo aver mangiato parecchie gomme da masticare.Jenkinsbot fa da babysitter Bagel e Becky per la serata di Mom.                                                                               |
| 7           | To the Moon, Bagel. To the Moon.""Aero-Dumb-Namic!                        | Jamie LeClaire, Phil Lafrance    | Evan Thaler HickeyShawn Kalb                                              | Brad CayfordSteve Stefanelli | 22 novembre 2016                 | 12 febbraio 2017 | 107             | Bagel e Becky vanno sulla luna per sostituire la Mom Faberge Moon.Becky costruisce un aeroplano di carta a grandezza naturale. |
| 8           | I Got You, Bib""Where the Balls Roll Wild and Free                        | Jamie LeClaire and Phil Lafrance | Dave DiasStephanie Kaliner                                                | Matt RoachIan Westoby        | 23 novembre 2016                 | 13 febbraio 2017 | 108             | Bagel e Becky prendono i loro vecchi bavaglini.Mom dà a Bagel e Becky una palla di gomma. |
| 9           | Old Man Lovinsbot""Rash and Burn                                          | Jamie LeClaire, Phil Lafrance    | Stephanie KalinerShawn Kalb                                               | Brad CayfordJosé Pou         | 21 aprile 2017                   | 14 febbraio 2017 | 109             | Bagel e Becky provano a rallegrare Jenkinsbot ricreando il suo amore perduto.Bagel si ritrova con un'eruzione cutanea sulla schiena a forma di mappa del tesoro.                                                                  |
| 10          | Declawbotomy""Lord of the Fleas                                           | Jamie LeClaire, Phil Lafrance    | Josh Sager e Jerome SimpsonEvan Thaler Hickey                             | José PouLeisl Adams          | 24 novembre 2016                 | 15 febbraio 2017 | 110             | Bagel taglia le unghie di Becky dopo averlo ignorato durante il suo shredathon annuale.Bagel trova un cappello. |
| 11          | Can Don't""Oh Nose You Didn't                                             | Jamie LeClaire. Phil Lafrance    | Shawn KalbEvan Thaler Hickey                                              | Matt RoachBrad Cayford       | 25 novembre 2016                 | 16 febbraio 2017 | 111             | Bagel trova una lattina che non può aprire e vuole sapere cosa c'è dentro.Bagel ha un naso robotizzato. |
| 12          | Waking Bagel""Sleep Overthrow                                             | Jamie LeClaire, Phil Lafrance    | Josh Sager e Jerome SimpsonEvan Thaler Hickey                             | Steve StefanelliIan Westoby  | 28 novembre 2016                 | 17 febbraio 2017 | 112             | Bagel si ritrova intrappolato nel suo mondo dei sogni.Bagel invita Loaf e Lisa per un pigiama party. |
| 13          | Fur Yer Eyes Only""Boot the Bot                                           | Jamie LeClaire, Phil Lafrance    | Josh Sager e Jerome SimpsonEvan Thaler Hickey                             | Leisl AdamsJosé Pou          | 29 novembre 2016                 | 18 febbraio 2017 | 113             | Bagel diventa calvo e usa il siero per la crescita dei capelli.Bagel e Becky provano a riavviare Jenkinsbot. |
| 14          | Sofa, so Good""My Tooth!                                                  | Jamie LeClaire, Phil Lafrance    | Sadiya DurraniCraig Martin                                                | Matt RoachSteve Stefanelli   | 30 novembre 2016                 | 19 febbraio 2017 | 114             | Bagel e Becky vengono risucchiati nel divano del loro ritrovo.Bagel e Becky fanno andar via la fatina dei denti. |
| 15          | Toxic Waste Not, Toxic Want Not""About Face                               | Jamie LeClaire, Phil Lafrance    | Shawn KalbJosh Sager and Jerome Simpson                                   | Leisl AdamsJosé Pou          | 6 febbraio 2017                  | 20 febbraio 2017 | 115             | Bagel e Becky causano accidentalmente lo scoppio di un'infezione contagiosa.Le facce buffe di Bagel e Becky si congelano. |
| 16          | The Mayor Affair""Holy Hydrant                                            | Jamie LeClaire, Phil Lafrance    | Evan Thaler HickeyBrad Cayford                                            | Brad CayfordIan Westoby      | 7 febbraio 20178 febbraio 2017   | 21 febbraio 2017 | 116             | Becky sospetta che Torgo si innamori di mamma.BBagel, Becky e Percy entrano nel Museo degli Idranti Antincendio per vedere l'idrante più antico del mondo.                                                                        |
| 17          | Sky Dog""Moussed Moose                                                    | Jamie LeClaire, Phil Lafrance    | Craig MartinLeisl Adams                                                   | Steve StefanelliShawn Kalb   | 9 febbraio 201710 febbraio 2017  | 22 febbraio 2017 | 117             | Bagel e Becky aiutano Percy a superare le sue paure.Bagel prova una nuova acconciatura. |
| 18          | Out of Tune""Pancake Panic                                                | Jamie LeClaire, Phil Lafrance    | Josh Sager and Jerome SimpsonShawn Kalb                                   | José PouMatt Roach           | 13 febbraio 201714 febbraio 2017 | 23 febbraio 2017 | 118             | Bagel e Becky vendono la loro camera da letto a uno sviluppatore di terreni.La ricetta della mamma per il pancake più soffice del mondo viene misteriosamente rubata!                                                             |
| 19          | I'll Be Bath""Buried Treasure of Friendship                               | Jamie LeClaire, Phil Lafrance    | Sadiya DurraniCraig Martin                                                | Ian WestobyBrad Cayford      | 15 febbraio 201716 febbraio 2017 | 24 febbraio 2017 | 119             | Un visitatore del futuro avverte Bagel che la lordura prenderà parte alla sua mente.Bagel e Becky sono intrappolati con Philippe e Argentina.                                                                                     |
| 20          | Horrormarket""Beware the Pancake                                          | Jamie LeClaire, Phil Lafrance    | Evan Thaler HickeyStephanie Kaliner                                       | Leisl AdamsSteve Stefanelli  | 17 aprile 2017                   | 25 febbraio 2017 | 120             | Tutti i bambini in città cercano l'ultima scatola del loro spuntino preferito.Dopo aver divorato un'altra porzione di pancake di mamma, Bagel e Becky decidono di restituire il favore facendole un pancake.                      |
| 21          | It's a Dry, Dry, Dry World""Match Point                                   | Jamie LeClaire, Phil Lafrance    | Stephanie KalinerAndrew Harrison                                          | José PouMark Thornton        | 18 aprile 2017                   | 26 febbraio 2017 | 121             | Bagel e Becky usano un aspirapolvere per eliminare tutta l'umidità nell'atmosfera.Becky si fissa sul punto rosso di un puntatore laser.                                                                                           |
| 22          | Rumplestinkskin""Plates Gonna Plate                                       | Jamie LeClaire and Phil Lafrance | Andrew HarrisonJosh Sager and Jerome Simpson                              | Matt RoachIan Westoby        | 19 aprile 2017                   | 27 febbraio 2017 | 122             | Uno strano elfo inafferrabile inizia a incastrare Bagel per creare odori terribili.Bagel vince il Concorso per distruggere i piatti della città rompendo ogni piatto in città.                                                    |
| 23          | O Brother Who Art Thou""Wrath of Motherthing                              | Jamie LeClaire, Phil Lafrance    | Jeff SagerJosh Sager and Jerome Simpson                                   | Steve StefanelliLeisl Adams  | 20 aprile 2017                   | 28 febbraio 2017 | 123             | Mentre aiutano Jenkinsbot a pulire a molla il suo seminterrato, Bagel e Becky si imbattono in qualcosa di inaspettato.Torgo cerca disperatamente di fare una buona impressione su sua Madre in occasione della Festa della Mamma. |
| 24          | Attack of the Night Shifties""Drift Miffed                                | Jamie LeClaire, Phil Lafrance    | Stephanie KalinerShawn Kalb                                               | Matt RoachIan Westoby        | 24 aprile 2017                   | 1 marzo 2017     | 124             | Bagel, Becky e Percy sentono strane risate provenire dal parco.BBagel perde la sua preziosa chiave di casa durante una forte nevicata.                                                                                            |
| 25          | The 12 Quadrillion Days of Christmas""Weredo's and Weredon'ts             | Jamie LeClaire, Phil Lafrance    | Evan Thaler Hickey                                                        | Leisl AdamsSteve Stefanelli  | 25 aprile 2017                   | 2 marzo 2017     | 125             | Quando Bagel trova un osso a forchetta, desidera che sia Natale ogni giorno..Awkward Hills è afflitto da una serie di problemi.                                                                                                   |
| 26          | The Man with the Golden Walker""Hairball                                  | Jamie LeClaire, Phil Lafrance    | Jeff Sager                                                                | José PouIan Westoby          | 26 aprile 2017                   | 3 marzo 2017     | 126             | I bambini sono entusiasti di ricevere una visita dal papà di Mum, Grandpa.Dopoché Becky ha tossito una palla di pelo, lei e Bagel insegnano ai bambini come praticare il loro sport preferito.                                    |